# M939
M939 (Truck, Cargo, 5 ton, 6x6 M939) — семейство пятитонных, полноприводных грузовых автомобилей колёсной формулы 6 × 6, широко используемое в Вооружённых силах США. Семейство является развитием серии пятитонных грузовиков M809
Производители: AM General, г. Саут-Бенд, штат Индиана, США и Bowen-McLaughlin York, Мерисвилл, Огайо, США.
Первые образцы автомашины были поставлены в войска в 1983 году, по состоянию на 1998 год в эксплуатации находилось около 32000 машин.

## Серии
В настоящее время в семействе M939 существует три серии: M939 (M939A0), M939A1 и M939A2.
Машины серий М939 и М939А1 оснащены дизельным двигателем Cummins NHC-250 рабочим объёмом 14 л мощностью 250 л. с.. На автомобили серии M939A2 устанавливается дизель Cummins 6CTA8.3, с турбонаддувом, объёмом 8,3 л, мощностью также 250 л. с.
Все машины оснащаются автоматической КПП MT654.
Ряд машин оснащён лебёдкой (тяговое усилие 9080 кг), расположенной в передней части автомобиля (см. далее, табл. 1).
На автомобилях М939 устанавливаются шины 11.00R20, ошиновка двух задних мостов — двухскатная; М939А1 и M939A2 имеют шины 14.00R20, задние колёса односкатные, машины серии А2 оснащены также централизованной системой подкачки воздуха в шины.
Автомобили разных серий достаточно легко различимы визуально. Большие колёса и односкатные задние мосты определяют характерный вид серий А1 и А2, благодаря крупным колёсам машины этих серий получили неофициальное наименование «Большая нога» (англ. Big Foot). Грузовики серии А2, оснащённые системой подкачки воздуха, можно отличить от автомашин А1 по стальным щиткам трапециевидной формы, защищающим элементы системы подкачки и расположенным на дисках передних колёс.

## Модели[6]
«M939» является обозначением семейства, каждая машина семейства имеет своё собственное обозначение (см. табл. 1). Для обозначения принадлежности машины к определённой серии к основному обозначению добавляется обозначение серии: А1, А2 и, иногда, А0. Так, например, М923А2 — это грузовая машина М923 семейства М939, серии А2, то есть оснащённая двигателем Cummins 6CTA8.3, системой подкачки шин, на колёсах 14.00R20. Аналогичная машина базовой серии, то есть с двигателем Cummins NHC-250 и колёсами 11.00R20 обозначается просто M923 или иногда М923А0.
Однако, на практике, собственное обозначение конкретного автомобиля используется не всегда, вместо этого автомобиль называется по коду семейства и серии: «грузовик M939», «грузовик М939А2», хотя, строго говоря, речь может идти о грузовике M923 или, например, M927.
Таблица 1. Модели семейства автомобилей М939.
| Модель | Оригинальное наименование (англ.)                               | Описание                                                                  |
| ------ | --------------------------------------------------------------- | ------------------------------------------------------------------------- |
| M923   | Truck, Cargo, Dropside, 5-ton, 6x6, WO/W*                       | Общего назначения, с откидными бортами                                    |
| M924   | Truck, Cargo, Permanent side, 5-ton, 6x6, WO/W                  | Общего назначения, с неоткидными бортами                                  |
| M925   | Truck, Cargo, Dropside, 5-ton, 6x6, W/W**                       | Общего назначения, с откидными бортами c лебёдкой                         |
| M926   | Truck, Cargo, Permanent side, 5-ton, 6x6, W/W                   | Общего назначения, с неоткидными бортами c лебёдкой                       |
| M927   | Truck, Cargo, Permanent side, 5-ton, 6x6, WO/W (XLWB)***        | Общего назначения, с неоткидными бортами (длиннобазовое шасси)            |
| M928   | Truck, Cargo, Permanent side, 5-ton, 6x6, WO/W (XLWB)           | Общего назначения, с неоткидными бортами c лебёдкой (длиннобазовое шасси) |
| M929   | Truck, Dump, 5-ton, 6x6, WO/W                                   | Самосвал                                                                  |
| M930   | Truck, Dump, 5-ton, 6x6, W/W                                    | Самосвал с лебёдкой                                                       |
| M931   | Truck, Tractor, 5-ton, 6x6, WO/W                                | Седельный тягач                                                           |
| M932   | Truck, Tractor, 5-ton, 6x6, W/W                                 | Седельный тягач с лебёдкой                                                |
| M934   | Truck, Van, Expansible****, 5-ton, 6x6, WO/W (XLWB)             | Установлен кузов-фургон                                                   |
| M935   | Truck, Van, Expansible, W/Hyd Tailgate, 5-ton, 6x6, WO/W (XLWB) | Установлен кузов-фургон с подъёмником-гидролифтом                         |
| M936   | Truck, Wrecker, 5-ton, 6x6, W/W                                 | Машина техпомощи (эвакуатор), с лебёдкой и краном                         |
| M942   | Truck, Chassis, 5-ton, 6x6, (XLWB)                              | Длиннобазовое шасси для установки специального оборудования               |
| M944   | Truck, Chassis, 5-ton, 6x6                                      | Шасси для установки специального оборудования (стандартная база)          |

Примечания. *WO/W — without winch (англ.) — без лебёдки. **W/W — with winch (англ.) — c лебёдкой. ***XLWB — Extra Long Wheel Base (англ.) — длиннобазовое шасси. ****Expansible (англ.) — раздвижной, подробнее см. ниже.

### Грузовые машины общего назначения

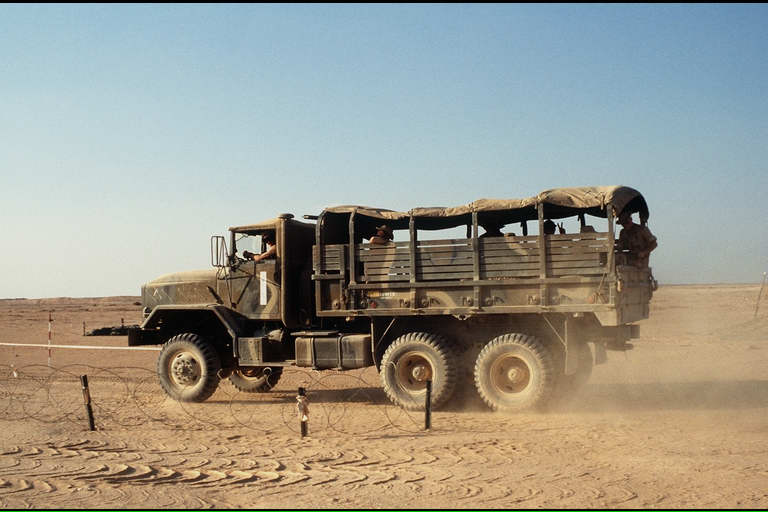
Грузовая машина общего назначения М923А0

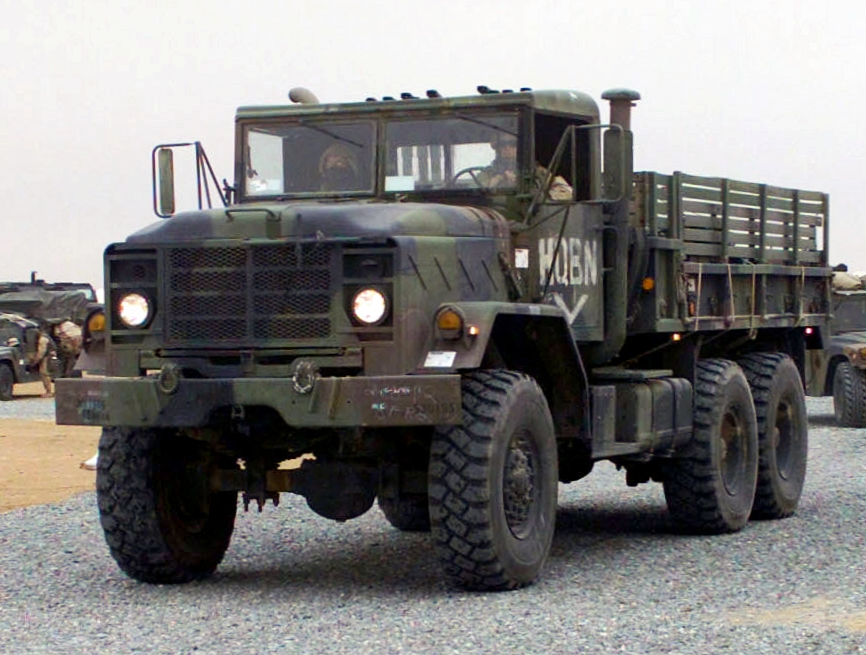
М923А1 Корпуса морской пехоты США. Кувейт, 2003 г.

Машины предназначены для перевозки различных грузов и личного состава. Грузовая платформа может быть укрыта при помощи тента, при использовании машины для перевозки людей в кузове устанавливаются скамейки.
Автомобили М927 и M928 представляют собой длиннобазовые модели. Длина грузовой платформы у этих машин на 193 см больше длины платформы у M923 и М925, что обеспечивает большее пространство для груза: объём грузового отсека (под тентом) у длиннобазовых машин больше объёма грузового отсека машин со стандартной базой на 5,4 м³ и составляет 20,8 м³.
Автомобили общего назначения со стандартной базой (М923 и М925) составляют основу действующего парка автомобилей семейства М939.
Технические характеристики автомобилей общего назначения, входящих в семейство М939, приведены в табл. 2.
Таблица 2. Семейство M939. Автомобили общего назначения. Технические характеристики.
|                                   | M923                                        | M925                                        | M927                                        | M928                                        |
| --------------------------------- | ------------------------------------------- | ------------------------------------------- | ------------------------------------------- | ------------------------------------------- |
| Длина                             | 7803 мм                                     | 8345 мм                                     | 9733 мм                                     | 10280 мм                                    |
| Ширина                            | 3073 мм                                     | 3073 мм                                     | 3073 мм                                     | 3073 мм                                     |
| Высота                            | 3005 мм                                     | 3005 мм                                     | 3005 мм                                     | 3005 мм                                     |
| Колёсная база                     | 4547 мм                                     | 4547 мм                                     | 5464 мм (длиннобазовое шасси)               | 5461 мм (длиннобазовое шасси)               |
| Снаряжённая масса                 | 9860 кг                                     | 10320 кг                                    | 11020 кг                                    | 11520 кг                                    |
| Грузоподъёмность (паспортная)     | 4540 кг                                     | 4540 кг                                     | 4540 кг                                     | 4540 кг                                     |
| Полная масса буксируемого прицепа | 6800 кг                                     | 6800 кг                                     | 6800 кг                                     | 6800 кг                                     |
| Максимальная скорость             | 85 км/ч (серия A0) 100 км/ч (серии A1 и A2) | 85 км/ч (серия A0) 100 км/ч (серии A1 и A2) | 85 км/ч (серия A0) 100 км/ч (серии A1 и A2) | 85 км/ч (серия A0) 100 км/ч (серии A1 и A2) |
| Запас хода                        | 560 км                                      | 560 км                                      | 560 км                                      | 560 км                                      |

См. также: 
 M-923 Truck, Cargo 5 Ton 6x6 (англ.). Olive-Drab.com. — Краткое описание модели M923, подборка фотографий. Дата обращения: 13 апреля 2010. Архивировано из оригинала 22 апреля 2012 года.
 M-925 Truck, Cargo 5 Ton 6x6 (англ.). Olive-Drab.com. — Краткое описание модели M925, подборка фотографий. Дата обращения: 13 апреля 2010. Архивировано из оригинала 22 апреля 2012 года.
 M-927 Truck, Cargo: 5-ton, 6x6 XLWB (англ.). Olive-Drab.com. — Краткое описание длиннобазовой модели M927, подборка фотографий. Дата обращения: 13 апреля 2010. Архивировано из оригинала 22 апреля 2012 года.

### Самосвалы
Автомобили M929 и M930 — самосвалы, предназначены для перевозки сыпучих грузов (объём кузова — 3,84 м³), а также для использования в качестве тягачей-буксировщиков. Для перевозки личного состава в кузов самосвала, так же, как и в кузова машин общего назначения, могут быть установлены скамейки, над грузовой платформой при помощи дуг может быть смонтирован тент.

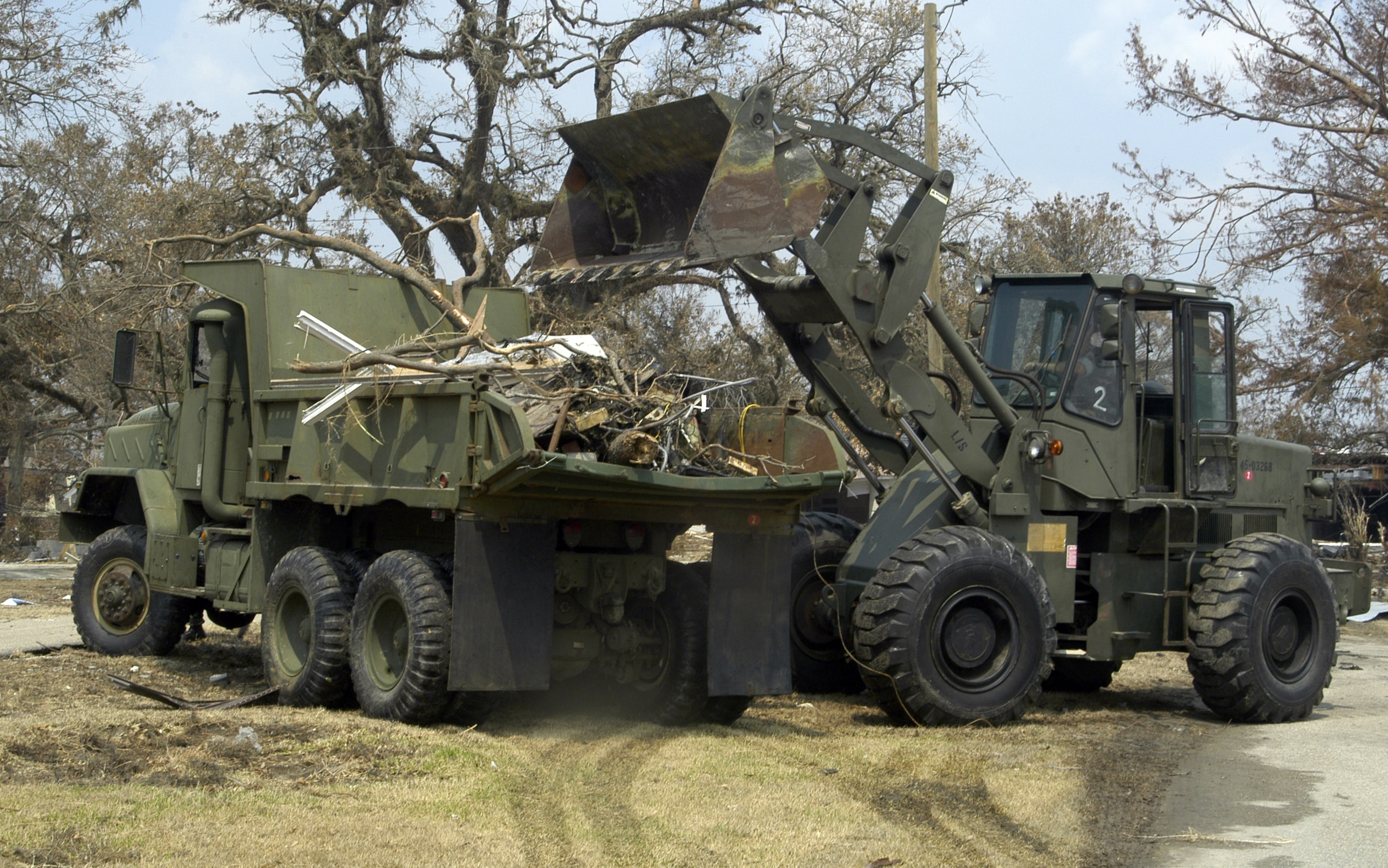
Самосвал M929A0 под погрузкой (ликвидация последствий урагана «Катрина», 2005 г.)

Таблица 3. Самосвалы M929 и M930. Технические характеристики.
|                                   | M929                                        | M930                                        |
| --------------------------------- | ------------------------------------------- | ------------------------------------------- |
| Длина                             | 6934 мм                                     | 7468 мм                                     |
| Ширина                            | 3073 мм                                     | 3073 мм                                     |
| Высота                            | 3048 мм                                     | 3048 мм                                     |
| Колёсная база                     | 4242 мм (короткобазовое шасси)              | 4242 мм (короткобазовое шасси)              |
| Снаряжённая масса                 | 10880 кг                                    | 11380 кг                                    |
| Грузоподъёмность (паспортная)     | 4540 кг                                     | 4540 кг                                     |
| Полная масса буксируемого прицепа | 6800 кг                                     | 6800 кг                                     |
| Максимальная скорость             | 85 км/ч (серия A0) 100 км/ч (серии A1 и A2) | 85 км/ч (серия A0) 100 км/ч (серии A1 и A2) |
| Запас хода                        | 770 км                                      | 770 км                                      |

См. также: 
 M929 Truck, Dump: 5-ton, 6x6 (англ.). Olive-Drab.com. — Краткое описание модели M929, подборка фотографий. Дата обращения: 13 апреля 2010. Архивировано из оригинала 22 апреля 2012 года.

### Седельные тягачи
В состав семейства М939 входят седельные тягачи M931 и M932 (с лебёдкой), предназначенные для буксировки полуприцепов.
Таблица. 4. Седельные тягачи M931 и M932. Технические характеристики.
|                                             | M931                                        | M932                                        |
| ------------------------------------------- | ------------------------------------------- | ------------------------------------------- |
| Длина                                       | 6934 мм                                     | 7468 мм                                     |
| Ширина                                      | 3073 мм                                     | 3073 мм                                     |
| Высота                                      | 3005 мм                                     | 3005 мм                                     |
| Колёсная база                               | 4547 мм                                     | 4547 мм                                     |
| Снаряжённая масса (без полуприцепа)         | 9303 кг                                     | 9802 кг                                     |
| Полная масса буксируемого полуприцепа       | 17010 кг                                    | 17010 кг                                    |
| Полная масса прицепа, буксируемого на крюке | 6800 кг                                     | 6800 кг                                     |
| Максимальная скорость                       | 85 км/ч (серия A0) 100 км/ч (серии A1 и A2) | 85 км/ч (серия A0) 100 км/ч (серии A1 и A2) |
| Запас хода                                  | 740 км                                      | 740 км                                      |

См. также: 
 M-931 Truck, Tractor, 5-ton, 6x6 (англ.). Olive-Drab.com. — Краткое описание модели M931, подборка фотографий. Дата обращения: 13 апреля 2010. Архивировано из оригинала 22 апреля 2012 года.

### Автомобиль с кузовом-фургоном
Автомобили с кузовом-фургоном предназначены для использования в качестве передвижных узлов связи, ремонтных мастерских, штабных машин и иного аналогичного применения. На стоянке боковые стенки кузова-фургона могут быть раздвинуты вправо и влево, что позволяет увеличить рабочую площадь фургона практически в 2 раза: с 9 м², до 17,5 м². Для облегчения погрузочно-разгрузочных работ машина М935 оснащена подъёмником-гидролифтом.
Таблица. 5. Автомобили с фургоном M934 и M935. Технические характеристики.
|                                      | M934                                        | M935                                        |
| ------------------------------------ | ------------------------------------------- | ------------------------------------------- |
| Длина                                | 9195 мм                                     | 9550 мм                                     |
| Ширина (фургон в походном положении) | 3073 мм                                     | 3073 мм                                     |
| Ширина (фургон раздвинут)            | 4242 мм                                     | 4242 мм                                     |
| Высота                               | 3505 мм                                     | 3505 мм                                     |
| Колёсная база                        | 5464 мм (длиннобазовое шасси)               | 5464 мм (длиннобазовое шасси)               |
| Снаряжённая масса                    | 12900 кг                                    | 13810 кг                                    |
| Грузоподъёмность (паспортная)        | 2270 кг                                     | 2270 кг                                     |
| Полная масса буксируемого прицепа    | 6800 кг                                     | 6800 кг                                     |
| Максимальная скорость                | 85 км/ч (серия A0) 100 км/ч (серии A1 и A2) | 85 км/ч (серия A0) 100 км/ч (серии A1 и A2) |
| Запас хода                           | 560 км                                      | 560 км                                      |

См. также: 
 M-934 Truck, Van, Expansible: 5-ton, 6x6, XLWB (англ.). Olive-Drab.com. — Краткое описание модели M934, подборка фотографий. Дата обращения: 13 апреля 2010. Архивировано из оригинала 22 апреля 2012 года.

### Машина технической помощи
Машина технической помощи M936 предназначена для эвакуации неисправных, поврежденных или застрявших в труднопроходимых местах машин, рассматривается как основное средство оказания помощи машинам серии M939.
Машина оснащена подъёмным краном (длина стрелы — 5 м, грузоподъёмность 9080 кг), двумя лебёдками: передней, аналогичной лебёдкам других машин серии (тяговое усилие 9080 кг) и задней, более мощной, тяговое усилие которой составляет 20250 кг.

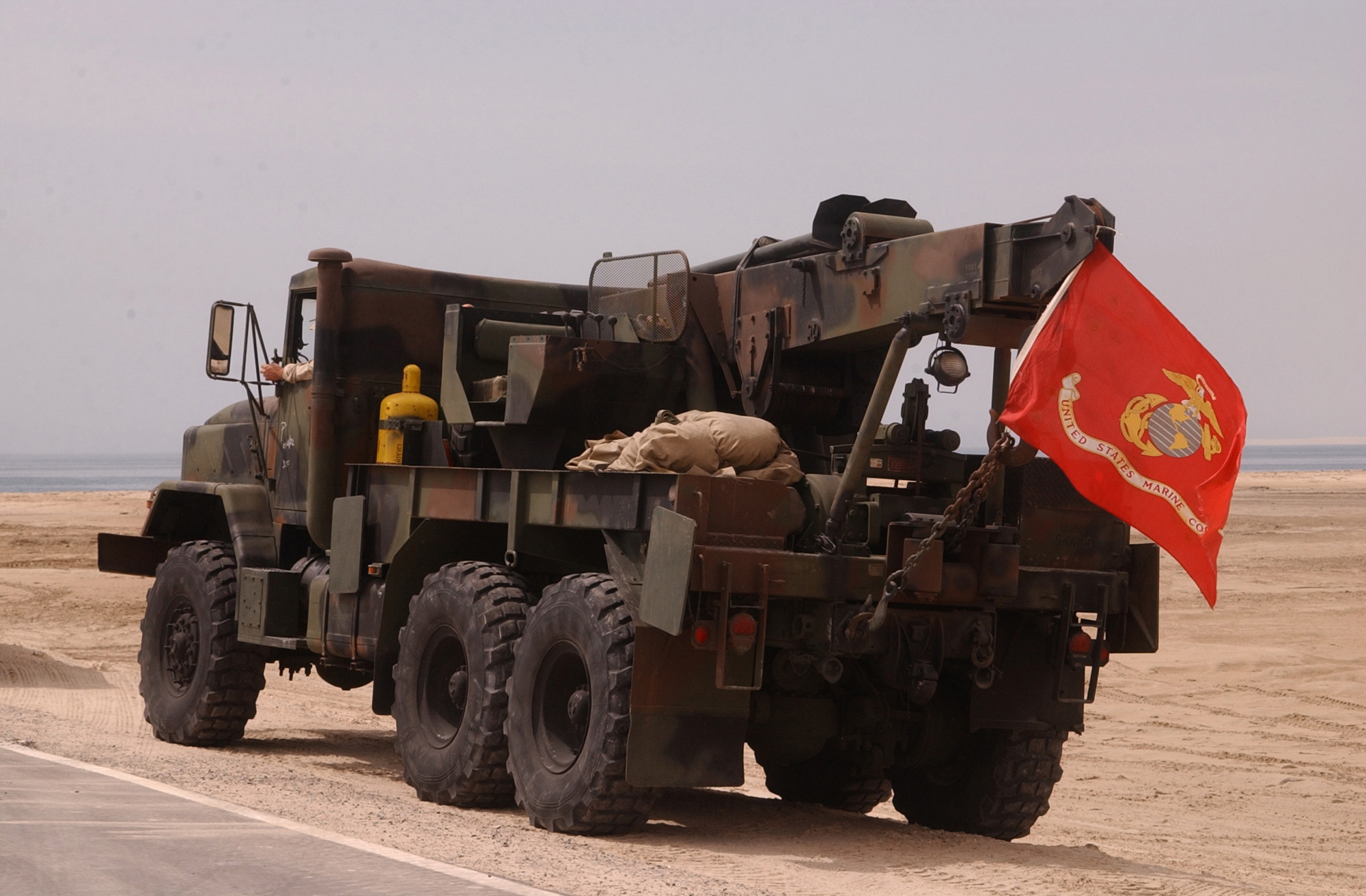
Машина технической помощи M936A1 Корпуса морской пехоты США. Катар, 2002 г.

Таблица. 6. Машина технической помощи M936. Технические характеристики.
|                                   | M936                                        |
| --------------------------------- | ------------------------------------------- |
| Длина                             | 9200 мм                                     |
| Ширина                            | 3073 мм                                     |
| Высота                            | 2990 мм                                     |
| Колёсная база                     | 4547 мм                                     |
| Снаряжённая масса                 | 17055 кг                                    |
| Полная масса буксируемого прицепа | 9070 кг                                     |
| Максимальная скорость             | 85 км/ч (серия A0) 100 км/ч (серии A1 и A2) |
| Запас хода                        | 805 км                                      |

См. также: 
 M-936 Truck, Medium Wrecker: 5-ton, 6x6 w/winch (англ.). Olive-Drab.com. — Краткое описание модели M936, подборка фотографий. Дата обращения: 13 апреля 2010. Архивировано из оригинала 22 апреля 2012 года.

## Установка вооружения

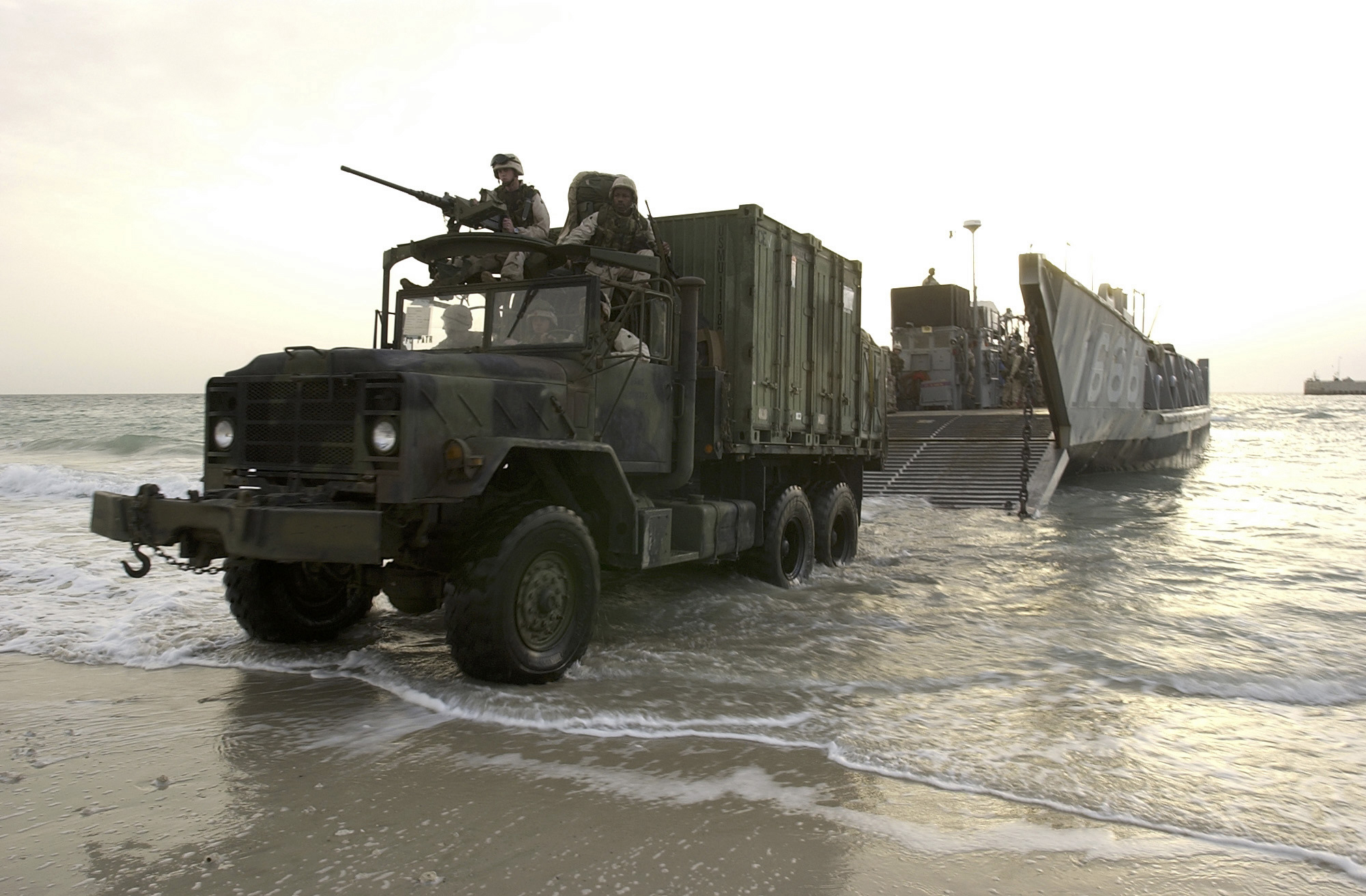
Автомобиль серии М939А1 с пулемётом, установленным над кабиной водителя

Автомобили M939 являются транспортными машинами и не имеют штатного вооружения. Тем не менее, существует возможность установки на автомашину пулемёта 7,62-мм пулемёта M60 или 12,7-мм пулемёта Браунинг M2. С использованием специального комплекта деталей пулемёт устанавливается над кабиной водителя, это позволяет вести огонь вперёд и вправо-влево по ходу движения. Также на автомобили серии M939 может быть установлен 40-мм автоматический гранатомёт Mk 19.
Разработан комплект для бронирования кабины водителя, предназначенный для машин серии M939. Вес комплекта бронирования составляет около 1800 кг, дополнительная броня предназначена в первую очередь для защиты от огня из стрелкового оружия. Кроме того, разработан специализированный комплект дополнительной защиты, снижающий опасность поражения экипажа грузовых автомобилей при подрыве машины на мине. Такие комплекты использовались в частях американской армии во время Боснийской войны. Комплекты дополнительного бронирования производятся несколькими американскими предприятиями и направляются в районы действия вооружённых сил США, в первую очередь в Ирак и Афганистан. Установка комплектов осуществляется в подразделениях на местах.

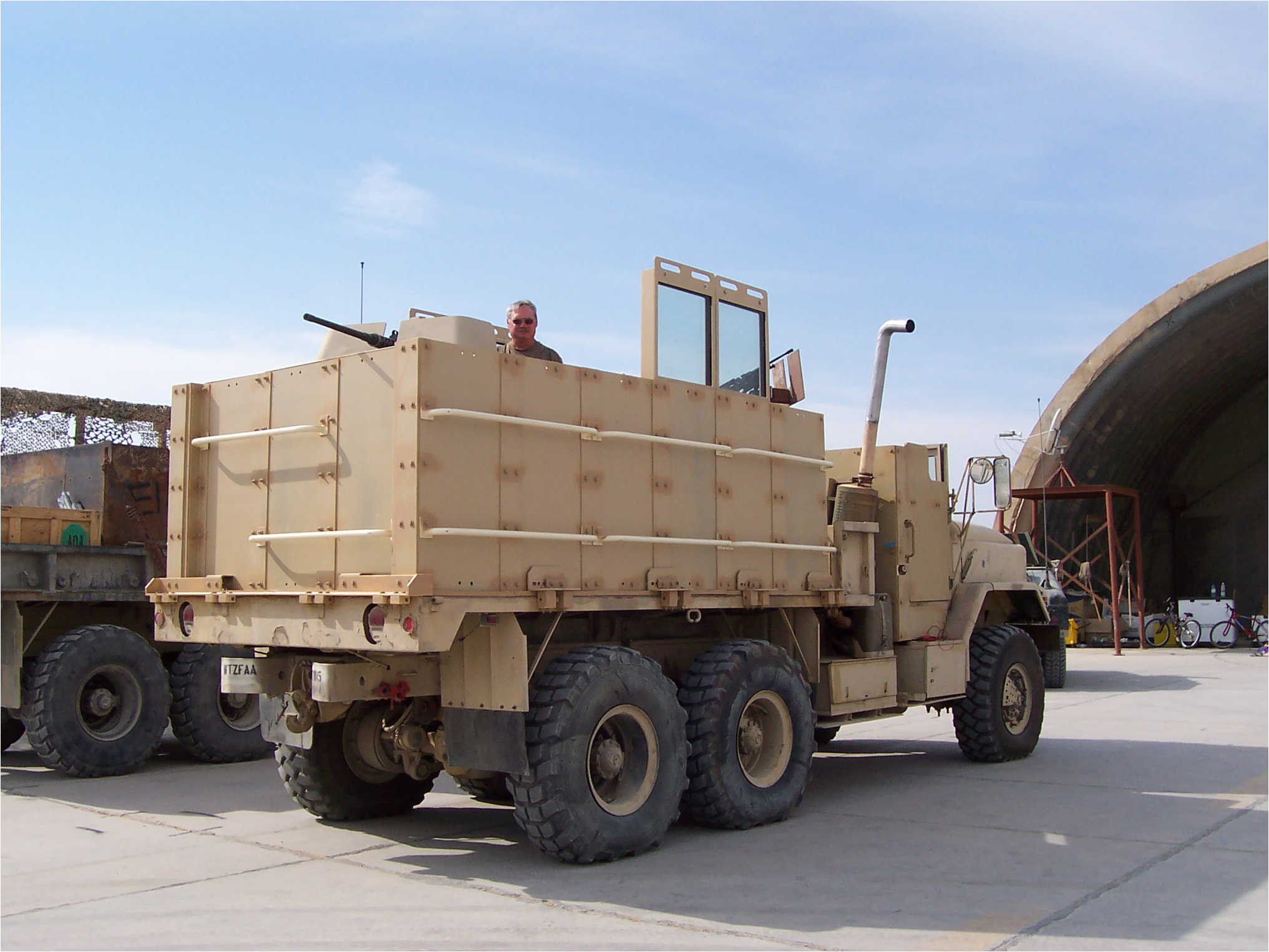
Американский ган-трак на базе автомобиля серии М939А2

Некоторое количество автомобилей M939 было переоборудовано в ган-траки (вооруженные бронированные грузовики), которые используются в военных операциях в Ираке и Афганистане. Ган-траки создавались непосредственно в подразделениях из имеющихся материалов, также с 2004 года в войска поступают серийные комплекты для переоборудования грузовых машин. Помимо использования комплектов заводского производства, подразделения часто осуществляют бронирование автомобильной техники с использованием подручных материалов.
Подробнее см. также: использование ган-траков в Ираке

## Проблемы с безопасностью[10]
Автомобили семейства М939 были замечены как небезопасные в эксплуатации машины. Так, в докладе Счётной Палаты США сообщается, что в период с 1983 по 1998 автомобили М939, составляющие в среднем около 9 % парка автомобилей Армии США, оказались участниками 34 % автомобильных аварий со смертельным исходом, происшедших с автомашинами Армии; из общего числа опрокидываний автомобилей, приведших к гибели людей, 44 % приходится на происшествия с M939. Помимо этого, в отчёте приводятся статические данные, демонстрирующие повышенную опасность машин серии М939 по сравнению с другими автотранспортными средствами Армии США и аналогичными гражданскими грузовыми автомобилями.
Исследования, проведённые армейскими экспертами, показали следующее. Автомобили серии M939 проектировались для работы в условиях бездорожья: планировалось, что на дороги без твёрдого покрытия будет приходиться до 80 % времени движения машин. Соответственно, на автомобили были установлены шины, наилучшим образом отвечающие предполагаемой работе в тяжёлых дорожных условиях. На практике ситуация оказалась обратной: 80—90 % времени движения приходилось на дороги с твёрдым покрытием, на которых установленные шины не обеспечивали должной устойчивости автомобиля. Помимо этого, выяснилось, что тормозная система автомобиля имеет недостатки: при торможении блокировка колёс происходила раньше, чем это мог ожидать водитель, особенно часто это происходило с порожними или легкогружёными машинами. Возникающий занос часто заканчивался опрокидыванием грузовика.
В качестве первоначальной меры направленной на снижение аварийности автомобилей семейства M939 было введено ограничение скорости этих машин до 65 км/ч на шоссе. Затем была принята программа модернизации машин семейства, в ходе которой была произведена замена шин, установлена антиблокировочная система тормозов, был произведён монтаж элементов системы пассивной безопасности кабины водителя.

## Обновление парка грузовых автомобилей
Начиная с конца 1990-х гг. в Армии США началась постепенная замена машин семейства M939 (а также более ранних машин, таких, как M809 и M35) на автомобили семейства средних тактических автомобилей FMTV (англ. Family Medium Tactical Vehicles). С 1993 новые M939 в войска не поступают. В то же время машины серии M939 оцениваются эксплуатирующими их военными как хорошо зарекомендовавшие себя, в том числе и во время боевых действий, хорошо освоены в войсках, имеют инфраструктуру и при этом являются более дешёвыми (около 94000 долларов США, что на 15000 долларов меньше стоимости аналогичных машин семейств FMVT). В связи с этим, в 1993 г. эксперты Управления общего учёта США высказывали в своём отчёте мнение об отсутствии у FMVT существенных преимуществ по сравнению с M939 и выступили в поддержку продолжения закупок машин семейства.
Военно-морской флот США и Корпус морской пехоты США проводят собственную программу обновления парка средних тактических автомобилей (MTRV — англ. Medium Tactical Vehicle Replacement). Помимо прочего, в рамках программы производится увеличение грузоподъёмности среднего тактического автомобиля: на смену пятитонным грузовым машинам приходят автомобили грузоподъёмностью 7 тонн (на грунте, по шоссе — до 14 тонн).

## Состоит на вооружении
США — основной оператор